# Hydraena quetiae
Hydraena quetiae är en skalbaggsart som beskrevs av Castro 2000. Hydraena quetiae ingår i släktet Hydraena och familjen vattenbrynsbaggar. Inga underarter finns listade i Catalogue of Life.